# Mystacocarida
Mystacocarida är en liten grupp av små kräftdjur inom klassen Maxillopoda. De lever i lucksystemet mellan sandkornen på sandiga havsstränder.

## Byggnad
Mystacocariderna är små, 0,5 - 1 mm, och alla arterna är ganska lika varandra. Kroppen är långsmal och cylindrisk som en anpassning till levnadssättet. Huvudet har två långa antennpar samt punktögon (oceller). Antennerna har hår som används för att sila fram detritus som föda från vattnet (mystaco- = mustasch, carid = räka). Thorax har korta extremiteter, abdomen saknar sådana.

## Levnadssätt och fortplantning
Mystacocariderna lever i lucksystemet mellan sandkorn på sandbottnar i tidvattenszonen. De räknas till meiofaunan. De är kända från Medelhavet, Syd- och Nordamerika, Australien och Sydafrika, men finns troligen på fler ställen. De kan uppträda i mycket stort antal, 15 miljoner exemplar per kubikmeter sand.
Fortplantningen har bara undersökts hos Derocheilocaris remanei. Äggen läggs enstaka med upp till två timmars mellanrum och befruktas därefter av hanen. Larvutvecklingen har elva stadier och börjar med en naupliuslarv. Vid 13,5ºC tar utvecklingen till könsmognad 55 dagar och livslängden är ca 90 dagar.

## Systematik
Mystacocarida är en underklass i klassen Maxillopoda. Den första mystacocariden upptäcktes 1939 vid Nya Englands kust och gruppen beskrevs 1943. Man känner till 13 arter. Dessa är uppdelade på två släkten, Derocheilocaris (8 arter) and Ctenocheilocaris (5 arter).